# Fillan

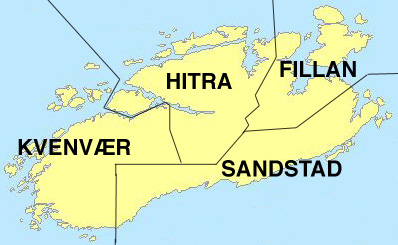
Grenzen der Kommunen auf der Insel Hitra in vier Gebieten bis zum 31. Dezember 1963

Fillan ist eine ehemalige Kommune (Gemeinde) und ein Ort auf der norwegischen Insel Hitra, Fylke Sør-Trøndelag mit 744 Einwohnern 2013.
Fillan ist Verwaltungszentrum der Kommune Hitra und war bis 1877 eigenständige Kommune. Ältere Siedlungskerne des Ortes sind Alt-Fillan und Fillaunet. Haupteinnahmequellen der Bevölkerung waren der Fischfang. Fillaunet war bereits in der Steinzeit besiedelt. Die heutige Ortschaft ist jedoch außerhalb dieser Orte entstanden. Seit den 60er Jahren wurde hier das Verwaltungszentrum der neuen Kommune Hitra zwischen den Orten Fillan und Oldervika, Skaget, Lervågen errichtet. Dazu kamen weitere Infrastruktureinrichtungen für die Orte Sandstad, Hestvika, Forsnes, Kvenvær, Strøm, den umliegenden Inseln, wie Ärzte, Einkaufszentrum, Feuerwehr usw. Weitere Betriebe folgten. Das Kystmuseum unterhält ein Kino. Einen beachtlichen Teil des Lebens im Sommer machen in- wie ausländische Touristen aus.